# Richard Dering
Richard Dering talvolta citato anche come Deering, Dearing, Diringus, (1580 circa – 1630) è stato un compositore inglese rinascimentale e barocco.
Nonostante sia stato inglese di nascita, visse e lavorò, per gran parte della sua vita, nei Paesi Bassi dominati dalla Spagna, a causa della sua fede cattolica che non gli consentiva libertà di culto nell'Inghilterra anglicana.

## Biografia
Dering professò la religione protestante, in Inghilterra, dalla nascita fino all'età di circa trent'anni, ma si convertì poi al cattolicesimo durante un viaggio in Italia. Era figlio illegittimo di Henry Dering di Liss, Hampshire ed esistono fonti secondo le quali nel 1610 fece un viaggio in Italia dopo aver conseguito un bachelor in musica presso il Christ Church College di Oxford.
Dal 1612 al 1616 viaggiò come ambasciatore britannico a Venezia e nel 1617 è noto che fu organista presso la comunità delle monache benedettine di Bruxelles. Tornò in Inghilterra nel 1625 come organista della regina cattolica Enrichetta Maria e musician for the lutes and voices di re Carlo I.
Dering compose tre libri di mottetti con basso continuo, due di canzonette ed uno di madrigali e le sue musiche sono presenti in diversi manoscritti e antologie. La sua musica dimostra essere stata influenzata dalla musica italiana del tempo; i madrigali ed i piccoli concertati dei mottetti sono molto simili a quelli di Alessandro Grandi o Sigismondo d'India, con modulazioni ribelli ed espressioni drammatiche. La sua Cantio Sacra (1618) è una raccolta di mottetti a sei voci che richiamano l'espressività dei madrigali italiani.
La musica di Dering dovette avere ampio successo in quanto la maggior parte della sua produzione venne stampata dall'editore di Anversa Pierre Phalèse fra il 1612 ed il 1628. Sue composizioni a due etre voci vennero poi pubblicate a Londra nel 1662 John Playford, molto dopo la morte del compositore, ma esse potrebbero essere state scritte nei Paesi Bassi, poiché uno dei testi è in onore di san Giacomo patrono di Spagna. Sembra probabile che Dering abbia portato con sé i pezzi nel corso di un suo viaggio in Inghilterra: essi dovrebbero essere stati cantati nella Cappella della regina Enrichetta e utilizzati poi durante il Commonwealth (quando furono presumibilmente la musica preferita di Oliver Cromwell).

## Discografia
- Discografia da HOASM, su hoasm.org.